# Stade Juan Antonio Samaranch
Stade Juan Antonio Samaranch – stadion piłkarski w Lozannie, w Szwajcarii. Został otwarty w 1922 roku. Może pomieścić 750 widzów.
Stadion został otwarty w 1922 roku jako Stade de Vidy. Pierwotnie obiekt posiadał bieżnię lekkoatletyczną i służył klubowi sportowemu Stade Lausanne. Ostatnia modernizacja stadionu miała miejsce w 1998 roku. Od 28 lipca 2001 roku obiekt nosi imię Juana Antonio Samarancha.
Obiekt był jedną z aren piłkarskich Mistrzostw Europy U-19 w 2004 roku. Rozegrano na nim trzy spotkania fazy grupowej oraz jeden półfinał tego turnieju.
Stadion znajduje się w pobliżu brzegów Jeziora Genewskiego. Obok mieszczą się m.in. boiska trenigowe, boisko do hokeja na trawie czy lekkoatletyczny Stade Pierre de Coubertin.